# Осой (Клуж)
Осой (рум. Osoi) — село у повіті Клуж в Румунії. Входить до складу комуни Реча-Крістур.
Село розташоване на відстані 361 км на північний захід від Бухареста, 41 км на північ від Клуж-Напоки.

## Населення
За даними перепису населення 2002 року у селі проживали 176 осіб, з них 175 осіб (99,4%) румунів. Рідною мовою 175 осіб (99,4%) назвали румунську.